# Viggo Gøtzsche
Carl Viggo Gøtzsche (også kaldet C.V. Gøtzsche, født 15. januar 1833 i Finderup Sogn, død 24. juni 1901 i Ribe) var en dansk biskop. Han var søn af Henning Christopher Gøtzsche og far til Johannes Gøtzsche.
Gøtzsche blev student fra Slagelse 1849 og teologisk kandidat 1855. Efter i nogen tid at have været teologisk manuduktør og efter at have foretaget en udenlandsrejse blev han 1861 kateket i Fredericia og 1868 sognepræst til Sæby og Gershøj på Sjælland; i 1875 vendte han tilbage til Fredericia som sognepræst til Sankt Michaelis Kirke med annekset Erritsø, i hvilket embede han virkede indtil han 1895 blev biskop i Ribe. Han blev Ridder af Dannebrog 1888 og Dannebrogsmand 1896.
Gøtzsche må nærmest siges at have tilhørt Indre Mission, men han hørte til dem, som bestræber sig for ikke at være partimænd, og som har arbejdet for, at de forskellige folkekirkelige retninger kunne mødes i enighed. Til dette formåls fremme udgav han 1867-68 "Kirkeligt Maanedsblad". Han er forfatter af Det babyloniske Fangenskab, ti bibelske Foredrag (1883), og af Vor Herres Jesu Christi Gjenkomst, Bibellæsninger over Matth. 24. (1888); han har tillige været medudgiver af Forslag til Fornyelse af Salmebogens rituelle Del, 2. udgave (1888).